# Bauüberwacher Bahn
Der Bauüberwacher Bahn (BÜB) ist Verantwortlicher für die Durchführung der vom Eisenbahn-Bundesamt an die Deutsche Bahn übertragenen Aufgaben in der Phase der Baudurchführung gemäß der Verwaltungsvorschrift über die Bauaufsicht im Ingenieurbau, Oberbau und Hochbau (VV BAU), bzw. der Verwaltungsvorschrift für die Bauaufsicht über Signal-, Telekommunikations- und Elektrotechnische Anlagen (VV BAU-STE).
Er ist somit für die Einhaltung der gesetzlichen Verpflichtungen sowie der weiteren Pflichten und Auflagen (z. B. aus der bautechnischen Prüfung oder den anerkannten Regeln der Technik) während der Durchführung der Baumaßnahme verantwortlich.
Bauüberwacher Bahn werden von der DB InfraGO AG abhängig von der Fachrichtung/Gewerkezugehörigkeit in folgende vier Kategorien unterteilt:
- Bauüberwacher Oberbau/Konstruktiver Ingenieurbau (BÜB Ob/KIB)
- Bauüberwacher Leit- und Sicherungstechnik (BÜB LST)
- Bauüberwacher Telekommunikation (BÜB TK)
- Bauüberwacher Elektrotechnik (BÜB E)

Bauüberwachern Bahn kommt bei Infrastrukturprojekten und Instandhaltungsmaßnahmen an der Infrastruktur eine wesentliche Rolle zu. Aufgrund neuer Herausforderungen durch die Vielzahl technischer Neuerungen in der Eisenbahntechnik (z. B. ETCS), der Modernisierung und Technisierung des Streckennetzes (Digitale Schiene Deutschland) und dem geplanten Ausbau des Streckennetzes gem. der Bedarfsplanumsetzungsvereinbarung zwischen der Deutschen Bahn und dem Bund nimmt die Bedeutung des Berufsbilds weiterhin zu.

## Aufgaben eines Bauüberwacher Bahn
Die Aufgaben der Bauüberwachung ergeben sich aus der Eisenbahn-Inbetriebnahmegenehmigungsverordnung (EIGV), der Eisenbahnbau- und Betriebsordnung (EBO), den Verwaltungsvorschriften des Eisenbahnbundesamtes sowie Konzernregelwerken und Richtlinien der DB InfraGO AG.
Die Tätigkeiten des Bauüberwachers können in folgende Teilaufgaben grob gegliedert werden:
- Vertragsrechtliche Aufgaben
- Betriebliche Aufgaben
- Bauaufsichtliche Aufgaben
- Sicherheitstechnische Aufgaben
- Fachtechnische Aufgaben

Unabhängig von der jeweiligen Fachrichtung zählt zu den wesentlichen Aufgaben eines Bauüberwacher Bahn die Überwachung von Baumaßnahmen an der Infrastruktur für die Eisenbahninfrastrukturunternehmen (EIU):
- Überwachung der vertragsgerechten Ausführung hinsichtlich Qualität, Kosten und Termine
- Vertrags- und Mängelmanagement
- Bauabrechnung und Vorbereitung vertragsrechtlicher Abnahmen
- Plausibilitätsprüfung und Feinabstimmung von Ablaufplänen
- Sicherstellung der Koordination zum gefahrlosen Ineinandergreifen verschiedener Auftragnehmer
- Bei Bauzuständen, insbesondere beim Bauen unter dem rollenden Rad, Sicherstellung der Betriebs-, Stand- und Verkehrssicherheit (bei Kreuzungsmaßnahmen auch für andere Verkehrsträger)
- Abgabe von Befahrbarkeitsmeldungen
- Durchführung und Dokumentation bauaufsichtlicher Zwischenabnahmen
- Überwachung der Baustellenlogistik
- Überwachung der Unfallverhütungs- und Arbeitsschutzbestimmungen

## Qualifikationsanforderungen an Bauüberwacher Bahn
Die Minimalanforderungen für die Qualifikation als Bauüberwacher bei den Eisenbahnen des Bundes sind in der Eisenbahnbau- und Betriebsordnung (EBO) sowie den Verwaltungsvorschriften des EBA festgelegt.
Für das jeweilige Einzelgewerk (Ob/KIB, LST, TK, E Fahrstrom oder E 50 Hz) muss der Bauüberwacher Bahn über eine zweijährige gewerkespezifische Berufserfahrung verfügen sowie zusätzlich über hinreichende Sachkunde in der Eisenbahntechnik verfügen.
Gemäß den Verwaltungsvorschriften des EBA ist von einer hinreichenden Sachkunde auszugehen, wenn:
1. über den akademischen Grad „Diplom-Ingenieur“, „Bachelor“, „Master“ oder über einen vergleichbaren Abschluss eines Mitgliedsstaates der Europäischen Union in einer der Fachrichtungen Architektur, Hochbau, Bauingenieurwesen oder einer vergleichbaren Fachrichtung verfügt wird (BÜB Ob(KIB)  bzw.  die Berufsbezeichnung „Ingenieur“ oder eines vergleichbaren Abschlusses eines Mitgliedstaates der Europäischen Union in den Fachrichtungen Elektro- oder Nachrichtentechnik oder vergleichbare Fachrichtungen, geführt werden darf (BÜB LST, BÜB TK, BÜB E)  und mindestens 2 Jahre Tätigkeit als Ingenieure nachgewiesen werden können
2. die Anforderungen der §§ 47 und 48 EBO erfüllt werden sowie die Befähigung als Betriebsbeamter gem. § 54 EBO vorliegt

## Ausbildung zum Bauüberwacher Bahn
Die Ausbildung zum Bauüberwacher Bahn in einem der obenstehenden Gewerke steht jedem offen, der über die Voraussetzung eines relevanten ingenieurtechnischen Abschlusses verfügt.
Die Ausbildung zum Bauüberwacher wird von mehreren zugelassenen Bildungsträgern angeboten. Derzeit bilden folgende Bildungsträger zum Bauüberwacher aus:
- DB Training, Learning & Consulting
- Verband deutscher Eisenbahnfachschulen (VDEF)
- DMB Deutsche Gesellschaft für Management in der Baupraxis mbH

Bei der Deutschen Bahn wird die Ausbildung zum Bauüberwacher Bahn in folgendem Format angeboten, welches sich gemäß der regulatorischen Vorschriften in vier Phasen unterteilen lässt:
1. Einstiegsphase: Während der sechsmonatigen Einstiegsphase werden die Grundvoraussetzungen für die Zulassung zur Funktionsausbildung gelegt
2. Funktionsausbildung: Die Funktionsausbildung umfasst Grundlagenmodule zu Eisenbahnbetrieb und -technik, Vertragsrecht und gewerkespezifische Fachmodule zur Vorbereitung auf die Übernahme der späteren Aufgabe. Die Prüfungen erfolgen modulspezifisch schriftlich und mündlich. Den Abschluss der Funktionsausbildung bildet eine mündliche Abschlussprüfung, in der die erlernten Inhalte geprüft werden. Mit erfolgter Abschlussprüfung sind die Qualifikationen als Sicherungsüberwacher, Anlagenbeauftrager/Arbeitsverantwortlicher für Arbeiten in der Nähe von Oberleitungen sowie Technischer Berechtigter erworben.
3. Einsatzphase: Im Anschluss an die Funktionsausbildung erfolgt während einer ca. zwölfmonatigen Phase der Einsatz im Bereich Bauüberwachung auf Basis der bereits erworbenen Qualifikationen sowie fachtechnischer Tätigkeiten unter Anleitung.
4. Eigenverantwortliche Tätigkeitsübernahme: Vor einem eigenverantwortlichen Einsatz als Bauüberwacher Bahn ist ein Feststellungsgespräch zu führen. Als Zulassungskriterium gilt hier der Nachweis von mindestens 24 Monaten relevanter gewerkespezifischer Berufserfahrung. Der Schwerpunkt dieses Gesprächs ist das Zusammenhangswissen und die Handlungssicherheit des Mitarbeiters für die Tätigkeit als Bauüberwacher Bahn.

## Jährliche Weiterbildungen
Für Bauüberwacher Bahn gibt es ein vorgeschriebenes jährliches Pensum an Fortbildungseinheiten im Rahmen des „Fachliche Information und Training (FIT)“. Dieses zielt darauf ab, das notwendige Wissen in dem vielfältigen Themenspektrum der Bauüberwachung zu erhalten und zu erweitern.
Der FIT gliedert sich hierzu in einen Teil Präsenzunterricht und einen Teil E-Learning über Web-Based-Training-Formate. Hierbei besteht in beiden Elementen die Möglichkeit, aus einer Vielzahl an Angebotsthemen individuell auszuwählen.

## Einsatzgebiete eines Bauüberwacher Bahn
Bauüberwacher Bahn können in den verschiedensten Tätigkeitsbereichen der Eisenbahninfrastrukturunternehmen, in anderen Gesellschaften des DB-Konzerns sowie in Ingenieurbüros eingesetzt werden.
Innerhalb der Eisenbahninfrastrukturunternehmen DB InfraGO AG oder DB Energie GmbH beispielsweise in der regionalen Instandhaltung oder in Großprojekten wie dem Bahnprojekt Stuttgart-Ulm.

## Belege
1. ↑  EBA - VV BAU. Abgerufen am 18. Februar 2019.
2. ↑  EBA - VV BAU-STE. Abgerufen am 18. Februar 2019.